# Alzi
 Alzi  là một xã ở tỉnh Haute-Corse trên đảo Corse, Pháp. Xã này có diện tích 2,74 km², dân số năm 1999 là 17 người. Khu vực này có độ cao 736 mét trên mực nước biển.